# Liste des attentats attribués au LTTE
Voici la liste des attentats attribués aux Tigres de libération de l'Eelam tamoul (LTTE), communément appelés les Tigres tamouls. Les attaques comprennent des massacres, des attentats à la bombe, des vols, des batailles militaires et des assassinats de cibles civiles et militaires. 
Le LTTE est un groupe séparatiste qui s'est battu pour un Etat tamoul, le Tamil Eelam, situé dans le nord et l'est du Sri Lanka entre 1976 et 2009. 

## Attaques et attentats les plus meurtriers
| Attaque                                                                    | Date              | Lieu                                                   | Nombre de morts | Revendiqué | Sources |
| -------------------------------------------------------------------------- | ----------------- | ------------------------------------------------------ | --------------- | ---------- | ------- |
| Attaque de la caserne de police de Batticaloa                              | 11 juin 1990      | Batticaloa, Batticaloa (district) , Province de l'Est  | 600-774         | Oui        | ,       |
| Massacre de musulmans dans la mosquée de Kattankudy                        | 3 août 1990       | Kattankudy, Batticaloa (district)                      | 147             | Non        | [ 4 ]   |
| Massacre de civils dans le bus d'Anuradhapura                              | 14 mai 1985       | Anuradhapura, Anuradhapura (district)                  | 146             | Oui        | [ 5 ]   |
| Massacre de civils dans le bus Habarana                                    | 17 avril 1987     | Habarana, Anuradhapura (district)                      | 127             | Oui        | [ 6 ]   |
| Bombe dans la gare routière centrale de Colombo                            | 21 avril 1987     | Pettah, Colombo, Colombo (district)                    | 113             | Oui        | [ 7 ]   |
| Massacre de musulmans dans la mosquée de Palliyagodella                    | 15 octobre 1991   | Palliyagodella, Polonnaruwa (district)                 | 109             | Non        | ,       |
| Attentat-suicide au camion explosif à Digampathana                         | 16 octobre 2006   | Digampathaha, Matale (district)                        | 92–103          | Oui        | [ 10 ]  |
| Attentat-suicide dans la Banque centrale de Colombo                        | 31 janvier 1996   | Colombo, Colombo (district)                            | 91              | Oui        | [ 5 ]   |
| Explosion d'un bus de civils par une mine Claymore                         | 15 juin 2006      | Kebithigollewa, Anuradhapura (district)                | 66              | Non        | ,       |
| Attentat à la valise explosive dans le train Dehiwala                      | 24 juillet 1996   | Dehiwala, Colombo (district)                           | 64              | Non        | [ 13 ]  |
| Massacre des fermiers de Kent and Dollar                                   | 30 novembre 1984  | Mullaitivu (district)                                  | 62              | Oui        | ,       |
| Attaque sur le vol Lionair 602                                             | 29 septembre 1998 | Au dessus d'Elephant Pass, Mannar (district)           | 55              | Oui        | ,       |
| Massacre de Gonagala                                                       | 18 septembre 1999 | Gonagala, Ampara (district)                            | 54              | Oui        | ,       |
| Attentat-suicide contre le candidat à la présidentielle Gamini Dissanayake | 24 octobre 1994   | Colombo, Colombo (district)                            | 52              | Oui        | ,       |
| Massacre de civils à Kallarawa                                             | 25 mai 1995       | Kallarawa, Trincomalee (district)                      | 42              | ???        | [ 22 ]  |
| Massacre de moines bouddhistes à Aranthalawa                               | 2 juillet 1987    | Aranthalawa, Ampara (district)                         | 35              | Oui        | [ 23 ]  |
| Attentat à la bombe contre le ministre Gunaratne                           | 8 juin 2000       | Ratmalana, Colombo (district)                          | 22              | Oui        | ,       |
| Attentat-suicide sur le vol Air Lanka 512                                  | 3 mai 1986        | Bandaranaike International Airport, Gampaha (district) | 21              | Oui        | [ 26 ]  |
| Attentat à la voiture piégée contre le ministre Ranjan Wijeratne           | 2 mars 1991       | Havelock Road, Colombo, Colombo (district)             | 19              | Oui        | ,       |
| Attaque au camion piégé du Temple sacrée de la Dent                        | 25 janvier 1998   | Temple de la Dent, Kandy, Kandy (district)             | 17              | Oui        | ,       |
| Attentat-suicide contre le Premier ministre indien Rajiv Gandhi            | 21 mai 1991       | Sriperumbudur, Chennai, in Tamil Nadu, India           | 15              | Oui        | ,       |
| Attentat-suicide contre le président Ranasinghe Premadasa                  | 1er mai 1993      | Armour Street, Colombo, Colombo (district)             | 11              | Oui        | ,       |
| Tentative d'attentat-suicide à l'avion-bélier sur Colombo                  | 20 février 2009   | Colombo, Colombo (district)                            | 2               | Oui        | ,       |